# Elburg

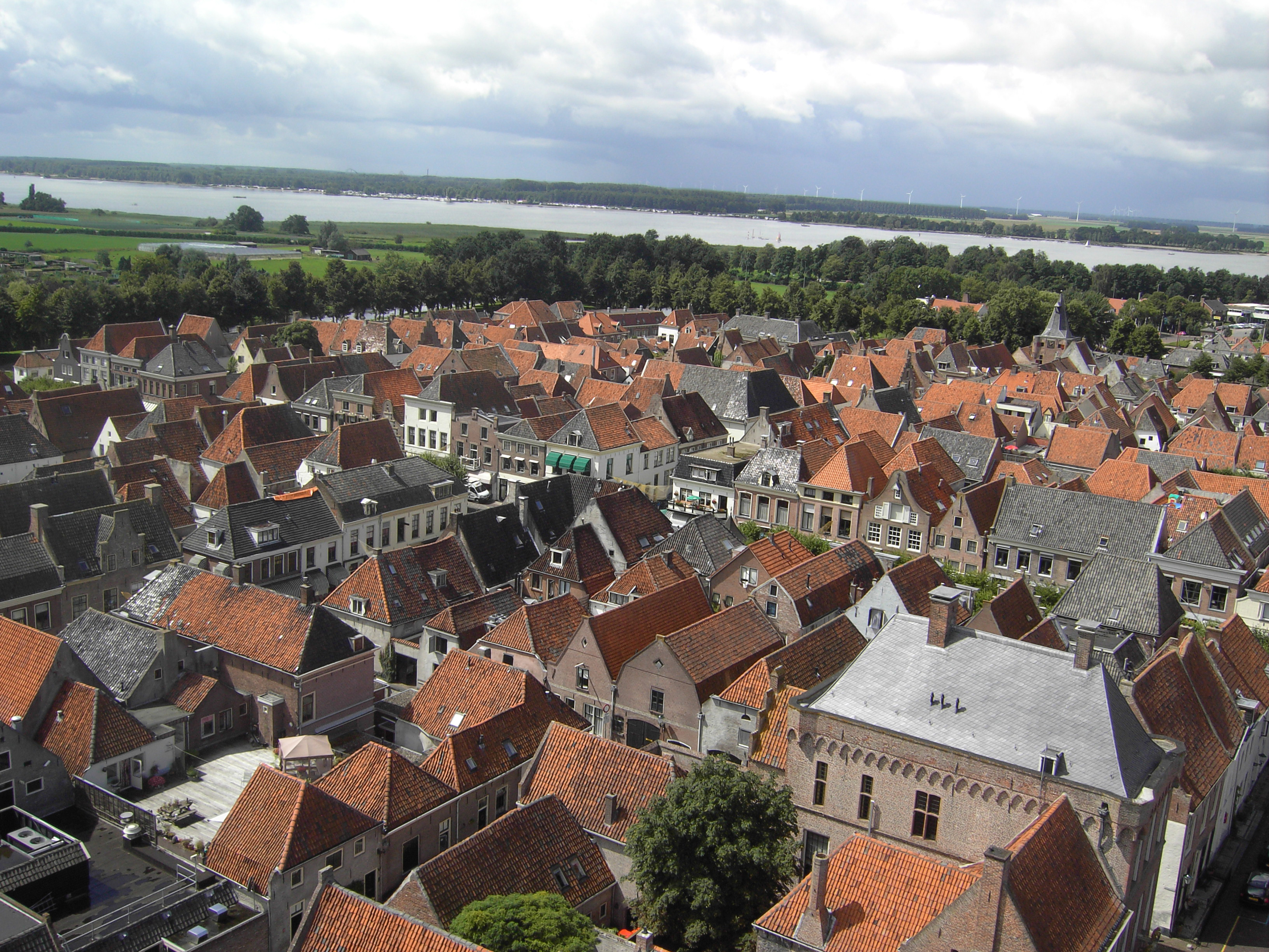
Utsikt över Elburg, 2008.

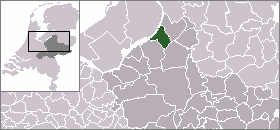
Elburgs läge

Elburg är en stad och en kommun i provinsen Gelderland i Nederländerna. Kommunens totala area är 65,95 km² (varav 2,12 km² är vatten) och den har 22 022 invånare (år 2005); folktätheten är därmed 345 invånare per km². Elburg fick stadsrättigheter år 1233.